# أردا كالباكيان
أردا كالباكيان(ولدت في 11 أبريل 1944) هي لاعبة قوى أولمبية لبنانية. مثلت لبنان في دورة الألعاب الأولمبية الصيفية 1972 في ميونخ.

## المشاركة الأولمبية

### الألعاب الأولمبية الصيفية 1972
كانت كالباكايان وأني جان مكرديشيان هما المشاركتين الوحيدتين من لبنان في تلك البطولة من مجموع 18 مشاركاً من لبنان.

## روابط خارجية
- أردا كالباكيان‎‎ على موقع أوليمبيديا (الإنجليزية)